# FM Static
FM Static е поп пънк група от Торонто, Онтарио, Канада.
Подписали са договор с Tooth & Nail Records. Групата започна като страничен проект на Thousand Foot Krutch от Тревър McNevan и барабаниста Стив Августин. В състава са включени също Джон Bunner на китара и Джъстин Смит на бас.

## История на албумите
Първият им албум What Are You Waiting For? e продуциран от Aaron Sprinkle, който също така продуцира албума на Thousand Foot Krutch Phenomenon. В албума са включени хит синглите Definitely Maybe, Something to Believe In и Crazy Mary. FM Static провежда турне от 2003 г. до 2005 г., Джон Bunner бързо се пенсионира след няколко концерта и така Джъстин моли своят брат Джереми да замести Джон.
На 1 август 2006 г. излиза вторият им албум, озаглавен Critically Ashamed, в който са включени парчетата Waste of Time. Първоначално кавър на Vanilla Ice и Ice Ice Baby, а после се решава да бъде включен в този албум, но тя е премахната по-късно в производствения процес. Групата не прави турне в подкрепа на втория си албум, защото брата на Смит е сприра да свири за тях. Песните Tonight и Moment of Truth от втория им албум продължават да бъдат големи хитове. Песента Tonight, е достигнал над осем милиона посещения в Youtube, считано от септември 2009 г., докато Moment of Truth е почти пет милиона.
На 7 април 2009, FM Static издава третия си студиен албум Dear Diary. Той се базира на измислена история на едно момче пред трудностите на живота, любовта и вярата, както е казал чрез дневника си. Записите бяха качени в блога преди издаването на албума, и бяха включени в брошурата на компактдиска, придружени с илюстрации, рисувани от китариста Нейтън Париш. Този албум включва синглите Boy Moves to a New Town With An Optimistic Outlook, The Unavoidable Battle of Feeling On the Outside и Take Me As I Am. Тревър обявява в предаване на TFK, че FM Static планира турне през 2009 г. за подкрепа на албума. Това е потвърдено, когато FM Static е добавен в списъка на Creation Festival заедно с TFK, както и Jars of Clay, AA Talks, B.Reith and This Beautiful Republic. Поради факта, че Тревор и Стив не могат да свирят на всички инструменти, Ник Baumhardt от TFK участва в турнето, както и Том Beaupre на бас и клавиши.
McNevan също е публикува на неговата Twitter страница на 5 февруари 2010 г., че той е в процес на приключване на новите песни за FM Static, които ще се появят в нов албум. Той заяви, че първоначално заглавието на албума било 4, но той по-късно, посочва в личната си страница в Facebook, че заглавието може да се промени, а официалното му име все още предстои да бъде обявено. Никакви други новини няма за сега, въпреки че е било потвърдено, че албумът ще бъде пуснат през 2010.
FM Static са били номинирани за няколко GMA (Canada Covenant Awards).

## Членове
- Тревор МкНевън (Trevor McNevan) – вокал, китара, от 2003 г.
- Стив Августин (Steve Augustine) – барабани, от 2003 г.

## Албуми и сингли
Албуми
- What Are You Waiting For? – 2003
- Critically Ashamed – 2006
- Dear Diary – 2009

Сингли
- 2003: Definitely Maybe
- 2004: Crazy Mary
- 2005: Something to Believe In
- 2006: Waste of Time
- 2006: Six Candles
- 2007: The Video Store
- 2007: Girl of the Year
- 2008: Tonight
- 2008: Moment of Truth
- 2008: Nice Piece of Art
- 2009: Boy Moves to a New Town with Optimistic Outlook
- 2009: The Unavoidable Battle of Feeling on the Outside
- 2009: Take Me as I Am
- 2010: Her Father's Song

## Награди
GMA Canada Covenant Награди
- 2009 номиниран за „Модерен рок /алтернативен албум на годината“ албумът им Dear Diary
- 2009 номинирана за „Поп /Съвременна песен на годината“ песента Take Me as I Am